# Граничноје
Граничноје (рус. Граничное) моренско је језеро на северозападу европског дела Руске Федерације. Налази се на на подручју Валдајског побрђа, у Фировском рејону на северу Тверске области.
Површина језерске акваторије је 6,89 км², максималне дужине 6 километара и ширине до 2,2 километра. Лежи на надморској висини од 221 метра. Максимална дубина је 9 метара, просечна око 3,88 метара, док је дужина обалне линије 23,2 километра.
Језеро је доста издужено у правцу северозапад-југоисток. Северне и северозападне обале су доста високе, док су на југу и југоистоку обале доста ниске и замочварене. Из језера отиче река Граничнаја, притока реке Шлине која га повезује са басеном реке Мсте и Балтичког мора. На око 2 километра од језера налазе се језера Серемо и Тихмењ, а језеро Серемо припада басену реке Волге.